# Herbie il Maggiolino sempre più matto
Herbie il Maggiolino sempre più matto è un film della Walt Disney uscito nel 1974 per la regia di Robert Stevenson.
Il film è il secondo episodio della saga Disney con protagonista Herbie, il famoso Maggiolino.

## Trama
La storia è ambientata a San Francisco, dove il magnate Alonzo Hawk, un megalomane senza scrupoli, cerca di perseguire con ogni mezzo il mega-progetto di un centro commerciale con due alti grattacieli, denominato "Hawk Plaza", che dovrebbe sorgere al posto di un intero quartiere storico della città; per fare ciò Hawk scaccia i suoi abitanti uno dopo l'altro acquisendone la proprietà, demolendo palazzi e grattacieli; ma ad ostacolare il suo progetto resta una vecchia caserma dei pompieri abitata dalla signora Steinmetz e da tre singolari compagni: Herbie, un juke-box che sceglie da solo i propri dischi e una vecchia carrozza del tram, chiamata "Numero 22", parcheggiata in giardino; questi ultimi sembrano possedere un'anima, proprio come il Maggiolino.
Per riuscire nell'intento, Hawk affida a suo nipote Willoughby Witfield l'incarico di convincere l'anziana signora ad abbandonare la casa. Ma ben presto il giovane inizia a mal sopportare le angherie dello zio, rivoltandoglisi contro. Aiutata dalla nipote Nicole, dallo stesso Willoughby, da Mr. Judson (ex militare in pensione innamorato della signora Steinmetz), da una schiera di Maggiolini e naturalmente da Herbie, la signora e i suoi bizzarri amici cercano di impedire ad Alonzo Hawk di perseguire il suo sciagurato progetto.

## Produzione

### Scene tagliate
La parte dell'incubo di Alonzo Hawk era originariamente più lunga, e comprendeva due Maggiolini-infermieri, armati di lame, che minacciavano di tagliarlo a pezzi. Quest'ultima scena fu tagliata in quanto considerata troppo cruenta, e di essa rimane solo qualche fotografia.